# Ernesto Alonso
Pour les articles homonymes, voir Alonso.
Ernesto Alonso (né Ernesto Ramírez Alonso, 28 février 1917 à Aguascalientes, au Mexique - 7 août 2007 à Mexico), est un acteur, réalisateur et producteur mexicain.

## Biographie
Né à Aguascalientes, il débute au cinéma dans plusieurs films de Julio Bracho. Il collabore ensuite plusieurs fois avec le réalisateur espagnol Luis Buñuel. Il apportera son témoignage sur le réalisateur dans le documentaire À propos de Buñuel (2000).
Il se consacre ensuite à la réalisation et à la production de telenovelas, ce qui lui vaut plusieurs prix dans les années 1980. Il découvre plusieurs acteurs de telenovelas des années 1970-1980 comme Carmen Salinas, Christian Bach, Victoria Ruffo, Eduardo Yáñez… Il fait également débuter la productrice Carla Estrada.

## Filmographie partielle

### Cinéma
- 1942 : Historia de un gran amor de Julio Bracho, avec Jorge Negrete
- 1943 : El padre Morelos de Miguel Contreras Torres
- 1946 : La mujer de todos de Julio Bracho, avec María Félix
- 1949 : San Felipe de Jesús de Julio Bracho : Felipe de las Casas
- 1949 : La dama del velo de Alfredo B. Crevenna : Cristóbal Gómez Peña
- 1950 : Los olvidados de Luis Buñuel (voix)
- 1954 : Les Hauts de Hurlevent de Luis Buñuel : Eduardo
- 1955 : La Vie criminelle d'Archibald de la Cruz de Luis Buñuel : Archibaldo de la Cruz
- 1979 : México de mis amores de Nancy Cárdenas (narrateur)

### Telenovelas
- 1965 : La Mentira (réalisateur et producteur)
- 1971-1972 : Muchacha italiana viene a casarse (réalisateur et producteur)
- 1979 : Amor prohibido (producteur)
- 1982 : El amor nunca muere (producteur)
- 1983 - 1984 : Bodas de odio (producteur)
- 1985 : Tú o nadie (producteur)
- 2000-2001 : Abrázame muy fuerte : Padre Bosco
- 2002 : Entre el amor y el odio : Padre Abad Álvarez
- 2005-2006 : Barrera de amor (producteur)

## Récompenses
- Premios TVyNovelas de la Meilleure telenovela de l'année 1983 : meilleure série pour El derecho de nacer (producteur)
- Premios TVyNovelas de la Meilleure telenovela de l'année 1984 : meilleure série pour Bodas de odio (producteur)
- Premios TVyNovelas de la Meilleure telenovela de l'année 1985 : meilleure série pour La traición (producteur)
- Premios TVyNovelas de la Meilleure telenovela de l'année 1986 : meilleure série pour De pura sangre (producteur)
- Premios TVyNovelas de la Meilleure telenovela de l'année 2000 : meilleure série Laberintos de pasión (producteur)
- Premios TVyNovelas de la Meilleure telenovela de l'année 2003 : meilleure série pour La otra (producteur)
- Prix Ariel 2006 : Ariel d'or